# Stadsmobiel
De Stadsmobiel is een vorm van vervoer voor ouderen en licht-gehandicapten in Amsterdam. Dit vervoer bestaat sinds midden jaren negentig. Het is een door de gemeente Amsterdam flink gesubsidieerde vorm van vervoer, bedoeld om ouderen en licht-gehandicapten mobiel te houden. 
Kenmerkend zijn de lage vaste abonnementsprijs per jaar (€ 11,-) en de lage ritprijs (€ 0,45 starttarief plus € 0,45 per zone). Tot voor 2004 kon men ook met de Stadspas, een kortingspas voor Amsterdammers met een laag inkomen, van de Stadsmobiel gebruikmaken. De gemeentelijke dienst die verantwoordelijk is voor Stadsmobiel is DMO, de uitvoering ligt bij het GVB. 
Stadsmobiel rijdt onder andere met (rolstoel-)busjes en luxewagens, waarvan de meeste te herkennen zijn aan hun witte kleur en alle aan het blauwe Stadsmobiel-logo. 
Aangezien het gebruik van de Stadsmobiel sterker groeide dan het ook gestegen gemeentelijke budget ervoor toeliet, voerde de gemeente Amsterdam per 1 januari 2005 een aantal wijzigingen in. Zo is het gebied waarin gereisd mag worden voor alle gebruikers beperkt tot hun eigen vervoerszone plus maximaal vier zones daarbuiten. 
Vanaf 2014 is Stadsmobiel overgenomen door ETS.